# João Doria (homme politique, 1957)
Pour les articles homonymes, voir João Doria.
João Agripino da Costa Doria Junior, plus couramment appelé João Doria Jr., né le 16 décembre 1957, est un homme politique brésilien. Il est le fils de João Doria Sr.

## Biographie
De 1986 à 1988, il est responsable de l'institut du tourisme brésilien.
Le 2 octobre 2016, il est élu maire de São Paulo dès le 1er tour en obtenant 53,3 % des voix contre 16,7 % pour le maire sortant, Fernando Haddad. Chacun de ses meetings de campagne se terminait par un message à son adversaire : « qu'il aille se faire voir à Cuba ».
Homme d'affaires et multimillionnaire, il propose « moins d’impôts, moins de régulation du marché et zéro entrave à la libre entreprise ». Il promet notamment de privatiser rapidement les gestions encore publiques dans sa ville (dont celles des parcs et des stades).
En avril 2018, il abandonne son mandat de maire pour se consacrer à l'élection au poste de gouverneur de l'État de São Paulo. Il est élu le 28 octobre suivant et entre en fonction le 1er janvier 2019. Il est accusé en 2018[Par qui ?] d'avoir utilisé de l'argent public pour promouvoir sa propre image.
En mai 2019, il place à la tête du PSDB l’un de ses proches alliés, le député Bruno Araujo. Il entend en particulier séduire les déçus du bolsonarisme. Sa rupture avec Jair Bolsonaro, qu'il avait soutenu lors de l’élection présidentielle de 2018, lui vaut d’être traité de « Judas » par les partisans du président, ou d’être surnommé « Dictadoria ».
Il est le candidat du PSDB pour l'élection présidentielle de 2022, proposant un programme conservateur sur les questions de société et très libéral en économie. Il se présente également comme le « Macron du Brésil ». Très bas dans les sondages d'intentions de vote, il renonce à sa candidature en mai 2022 pour se rallier à celle de Simone Tebet.